# Alberta Rommel
Alberta Rommel (Pseudonym: Britta Verhagen; * 5. Mai 1912 in Stuttgart; † 22. Dezember 2001) war eine deutsche Musikpädagogin und Schriftstellerin.

## Leben
Alberta Rommel war die Tochter der Schriftstellerin Clara Rommel-Hohrath. Alberta Rommel absolvierte von 1929 bis 1934 ein Studium an der Württembergischen Hochschule für Musik in Stuttgart; anschließend erhielt sie privaten Gesangsunterricht. Ab 1936 war sie als Gesangslehrerin tätig. Nach dem Zweiten Weltkrieg lebte sie als freie Schriftstellerin, zuletzt in Stuttgart.
Alberta Rommel war Verfasserin von Mädchenbüchern und
historischen Romanen, meist zu Themen aus der italienischen 
Renaissance. Ab den Achtzigerjahren veröffentlichte sie unter dem Pseudonym "Britta Verhagen" einige Fantasyromane sowie – den umstrittenen Vorstellungen Jürgen Spanuths folgende – Werke zur Ur- und Frühgeschichte in dem für sein rechtslastiges Programm bekannten Grabert-Verlag. 1956 erhielt sie für den Roman "Der goldene Schleier" einen "Sonderpreis für das schönste Mädchenbuch" im Rahmen des Deutschen Jugendbuchpreises.

## Werke
- Fünf in einem Ring, New York 1938 (zusammen mit Clara Hohrath)
- Sommerfahrt zu dritt, Stuttgart 1942
- Das Haus am Hang, Stuttgart 1950
- Lonni und Sonni, Stuttgart 1951
- Ein Maispiel, Weinheim/Bergstr. 1952
- Der rote Freibeuter, Stuttgart 1952
- Christl und die Vagabunden, Köln 1953
- Die Nacht in der Burgruine, Stuttgart 1953
- Jungfrau Maleen, Weinheim/Bergstr. 1954
- Kapitän Ursula, Stuttgart 1954
- Lonni und Sonni am See, Stuttgart 1954
- Die Sternsinger, Stuttgart 1954
- Der goldene Schleier, Stuttgart 1955
- Ursula und der weiße "Pirat", Stuttgart 1956
- Der Koffergeist, Stuttgart 1957
- Mit Corinna kannst du was erleben, Stuttgart 1959
- Der rätselhafte Veit, Stuttgart 1960
- Verwandlung am Bodensee, Gütersloh 1960
- Hochzeit in Florenz, Heilbronn 1961
- Das Licht in der Bärenschlucht, Stuttgart 1961
- Mein Leben für Florenz, Gütersloh 1962
- Lucrezia und der Fremde, Heilbronn 1963
- Allein gegen die Welt, Hannover 1964
- Der junge Michelangelo, Stuttgart 1965
- Feuerzeichen am Berg, Stuttgart-Sillenbuch 1966
- Die gläserne Barke, Stuttgart 1966
- Party im Ferienhaus, Hannover 1968
- Ein Fremder kam nach Mantua, Freiburg i. Br. [u. a.] 1969
- Unser Beat-Freund, Hannover 1969
- Anita und der rote Pirat, Hannover 1970
- Ein paar Schritte vorwärts, Heilbronn 1972
- Glückliches Haus, Heilbronn 1974
- Petronella und die Nebelmänner, Freiburg im Breisgau [u. a.] 1974
- Das Geheimnis des Baron Oudewater, Wien [u. a.] 1975
- Der Bruder des Weißen Gottes, Düsseldorf 1978
- Die Detektive von der Drachenburg, Hannover 1978
- Es begann im Alpen-Express, Hannover 1978
- Ein König in Atlantis, Tübingen 1980 (unter dem Namen Britta Verhagen)
- Der Sarazene des Kaisers, Düsseldorf 1980
- Rückkehr nach Atlantis, Tübingen [u. a.] 1982 (unter dem Namen Britta Verhagen)
- Götter am Morgenhimmel, Tübingen [u. a.] 1983 (unter dem Namen Britta Verhagen)
- Die junge Barbara, Mühlacker 1984
- Margarethe von Savoyen, Mühlacker [u. a.] 1986
- Die goldenen Tage von Perugia, Mühlacker [u. a.] 1987
- Die Insel der heiligen Schwäne, Tübingen 1987 (unter dem Namen Britta Verhagen)
- Wirbel im Hotel, Hannover 1989
- Die Zauberin aus Venedig, Irdning/Steiermark 1989
- Der heimliche König, Mühlacker [u. a.] 1990
- Dreizehn Nächte in Norge, Tübingen 1991 (unter dem Namen Britta Verhagen)
- Isotta von Rimini, Mühlacker [u. a.] 1993
- Kam Odin-Wodan aus dem Osten?, Tübingen 1994 (unter dem Namen Britta Verhagen)
- Jehanne, Mühlacker [u. a.] 1997
- Die uralten Götter Europas und ihr Fortleben bis heute, Tübingen 1999 (unter dem Namen Britta Verhagen)